# Penisola di Ungava

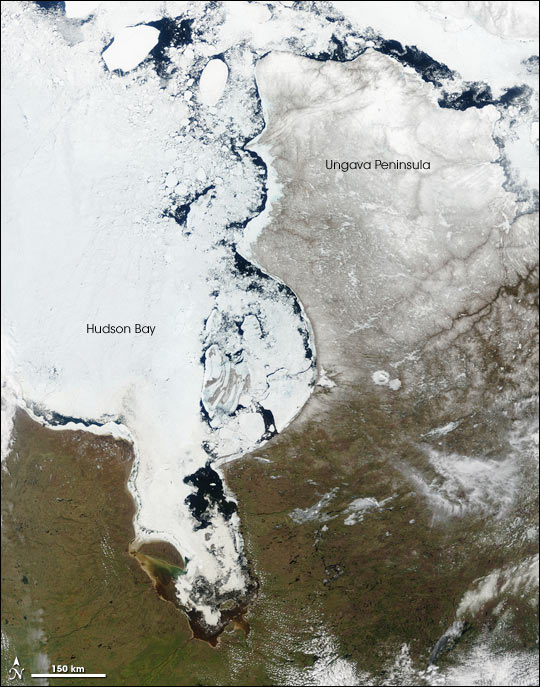
Veduta satellitare della penisola di Ungava.

Ungava (francese: Péninsule d'Ungava) è una penisola canadese nel Québec settentrionale, che costituisce la propaggine nord-occidentale della penisola del Labrador.

## Geografia
La penisola è delimitata a ovest dalla baia di Hudson, a nord dallo stretto di Hudson ed a est dalla baia omonima. A sud i fiumi Nastapoka, Rivière aux Mélèzes, Du Gué e Koksoak segnano il confine con il resto della penisola del Labrador. Il territorio si estende per circa 252.000 km² ed è coperto in larga parte dalla vegetazione tipica della tundra. Numerosi sono i fiumi: oltre a quelli già menzionati, sono da ricordare l'Arnaud ed il Rivière aux Feullies, che defluiscono verso la baia di Ungava a oriente e il Rivière de Povungnitok e il Kogaluc che defluiscono a occidente nella baia di Hudson. I laghi principali sono il Minto, il La Potherie, il Tassialouc, il Couture, il Klotz ed il Nantais.
La penisola ha circa 10.000 abitanti, in larga parte Inuit. Il centro abitato principale è il villaggio di Kuujjuaq posto sul fiume Koksoak, nell'estremo sud-est della penisola.
Nell'area settentrionale è situato il cratere Nouveau-Québec (Pingualuit Crater), formatosi per l'impatto di un meteorite con la superficie terrestre.
La penisola è pianeggiante e non sono presenti monti o catene montuose né colline.